# Filigrana (película)
Filigrana es una película española de 1949 escrita y dirigida por Luis Marquina y protagonizada por una de las figuras más relevantes de la copla durante la década de los cuarenta, Concha Piquer.

## Argumento
La película se sitúa en el año 1927 y cuenta la historia de amor y desamor interclasista entre el conde de Montepalma (Fernando Granada) y María Paz (Concha Piquer), conocida con el apodo de Filigrana. El conde y la gitana inician una relación furtiva que el conde decide zanjar para evitarse problemas ante la sociedad de clase alta, y su prometida. Ante esto, María Paz que ha sido deshonrada, se jura a sí misma que algún día se vengará por lo sucedido. La joven triunfa como artista y conoce a un millonario argentino con el finalmente se casa y parte hacia Buenos Aires para comenzar una nueva vida. 
Años más tarde, ya viuda, Filigrana, que ha ido arruinando en secreto a Montepalma comprando sus propiedades, sueña con volver a Sevilla y expulsar al conde de su palacio, que ahora es de su propiedad.

## Reparto
- Concha Piquer: María Paz Alcolea, Filigrana.
- Fernando Granada: Don Pepe Guadaira, Conde de Montepalma.
- Mariano Asquerino: Guillermo Harrison.
- Miguel Gómez: Luis Harrison, hijo de María Paz.
- Carlota Bilbao: Carmen, esposa de Pepe Guadaira.
- Enrique Núñez: Dionisio Alcolea, padre de Filigrana
- Carmen Sevilla: Rosario Guadaira, hija de los condes de Montepalma.
- Alberto Romea: Hermógenes, empresario madrileño (tío de Carmen).
- Fernando Aguirre: Santiago, mayordomo del conde.
- José María Mompín: Alfredo, marinero de Sevilla.
- María Victorero: Sonaja, tía de Filigrana.
- Luis Hurtado: Julio Páez, empresario.
- Manuel Aguilera: Mayordomo de Dionisio.

## Producción

### Antecedentes y redacción del guion
La obra cinematográfica Filigrana es una versión filmada de la obra teatral homónima que escribió el compositor andaluz Antonio Quintero. Un espectáculo musical que triunfó en los escenarios de los teatros españoles y del que se emprendió el proyecto de llevarla al cine por parte de dos productoras aunque finalmente solo llegó a producirla Manuel del Castillo.
En relación a la película Filigrana, la idea de esta película surgió entre Marquina y sus compañeros de cine Alfredo Fraile y Julio Buchs, que comprobando el éxito en taquilla que tubo la adaptación cinematográfica de la obra teatral de Quintero Morena Clara, decidieron adaptar al cine otra obra teatral suya muy exitosa en los escenarios. Fue estrenada en día 26 de Mayo de 1949 en el cine Coliseum (Edificio Coliseum) de Madrid, situado en la Gran Vía, además de en otros cines españoles.

### Rodaje y escenarios
La película fue rodada en la provincia de Sevilla, cuenta con localizaciones en Alcalá de Guadaira, los jardines del Palacio de los Guzmanes, actualmente Colegio Mayor Santa María del Buen Aires de la Universidad de Sevilla, y en la localidad de Castilleja de Guzmán. En la ciudad de Sevilla, se graban escenas en el Hotel Alfonso XIII, o en el Pabellón Argentina de la Exposición Iberoamericana de Sevilla (1929)

### Banda sonora
Como si fuera verdad, compuesta por Antonio Quintero, Rafael de León y Manuel Quiroga. Cantada por Concha Piquer.
Ojos verdes, compuesta por Salvador Valverde, Rafael de León y Quiroga. Cantada por Concha Piquer.
Arrieros somos, compuesta por Quintero, León y Quiroga. Cantada por Concha Piquer.
Sevillanas de Filigrana, compuesta por Quintero, León y Quiroga. Cantada por Esperanza Acosta y Manuel Romero.
Nana Vidalita, compuesta por Quintero, León y Quiroga. Cantada por Concha Piquer.
Vete donde no te vea, compuesta por Quintero, León y Quiroga. Cantada por Concha Piquer.

### Ficha técnica
- Año: 1949.
- Director: Luis Marquina.
- Género: Melodrama Musical.
- Nacionalidad: España.
- Duración: 105 minutos.
- Productora: Manuel del Castillo.
- Guion: Luis Marquina.
- Argumento: Antonio Quintero.
- Jefe de Producción: Juan Francisco Blanco Lavin.
- Ayudante de Producción: Miguel Pérez.
- Ayudante de Dirección: Julio Buchs.
- Secretario de Rodaje: Pino de Lujan.
- Ayudante de Producción: Anguera de Sojo.
- Regidor: Miguel Pérez.
- Cámara: Alfredo Fraile.
- Música: Rafael de León, Antonio Quintero, Manuel Quiroga.
- Fotografía: Alfredo Fraile.
- Montaje: Bienvenida Sanz.
- Realización: Asensio.
- Sonido: Antonio Alonso.
- Decorados: Sigfrido Burmann.
- Coreografía: Eloísa Albeniz.
- Sastrería: Cornejo.
- Ambientador: Antonio Luna.
- Maquillaje: Francisco Puyol.
- Laboratorios: Madrid Film.
- Rodaje: Estudios CEA, Ciudad Lineal.
- Sistema de sonido: Eurocord.
- Distribuidora: Hernan Films.

- Datos: Q97183361